# Средневосточное командование
Средневосточное командование (англ. Middle East Command), после 1946 года Средневосточные сухопутные войска (англ. Middle East Land Forces) — командование войсками Великобритании, созданное в 1939 году для координации обороны Среднего Востока, Египта и британских колоний в Восточной Африке.

## Создание
Средневосточное командование было создано в Каире в июне 1939 года, в связи с ростом напряженности в Европе. В мирное время командование контролировало британские войска расположенные в колониях и зависимых государствах: Египет, Палестина, Трансиордания и Судан. В случае начала войны под управление командования также должны были переходить территории: Британское Сомали, Аден и Ирак. В ходе военных действий контролируемые территории включали в себя также Ливию, Грецию и Эфиопию.
Командующим британскими сухопутными силами на Среднем Востоке был назначен генерал-лейтенант Арчибальд Персиваль Уэйвелл. Он должен был координировать свои действия с главнокомандующими военно-морскими силами в Средиземноморье Эндрю Каннингхэмом и военно-воздушными силами на Среднем Востоке Артуром Лонгмором и в случае необходимости с руководством французских войск на Среднем Востоке и Африке.

## Вторая мировая война
30 августа 1939 года командование получило инструкции не допускать провокаций в ходе подготовки оборонительных мер против итальянских войск. 19 октября 1939 года Арчибальд Уэйвелл от имени Великобритании участвовал в подписании договора о ненападении и взаимопомощи между Великобританией, Францией и Турцией.
В то же время Уэйвелл приказал своим подчинённым планировать военные операции с учетом высокой вероятности начала в ближайшем времени войны между Великобританией и Италией.
Первые 9 месяцев войны на средиземноморском и африканском театрах было тихо. Лишь 10 июня 1940 года Италия объявила войну Великобритании и Франции, и итальянские войска перешли в наступление в Восточной Африке с целью захвата Британского Сомали, Судана и Кении. Несмотря на то, что британские войска в этом регионе уступали в численности, им удалось отбить атаки итальянцев и перейти в наступление на территорию Эфиопии и Итальянского Сомали. К ноябрю 1941 года Итальянская Восточная Африка перестала существовать.
Весной — летом 1941 года Средневосточное командование провело ряд удачных операций против сил стран Оси на Среднем Востоке (Иракская, Сирийско-Ливанская, Иранская), в результате влияние противника на этот регион стало минимальным. В августе 1942 года войска на территории Ирака и Ирана были переданы в подчинение созданному Персидско-Иракскому командованию.
В июле 1941 года командующим был назначен Клод Окинлек, действия которого на этом посту много критиковались из-за ряда неудачных операций. 15 августа 1942 года он был заменён на Харольда Александера.
В Северной Африке боевые действия, начавшиеся в сентябре 1940 года с вторжением итальянских войск в Египет, шли с переменным успехом в последующие два года (см. Североафриканская кампания). 23 октября 1942 года 8-я армия генерала Монтгомери перешла в наступление, прорвала фронт итало-немецких войск под Эль-Аламейном. После высадки в Северной Африке американских войск и отступления сил противника в Тунис, для командования боевыми действиями в этом регионе был создан Генеральный штаб союзных войск.
После этого Средневосточное командование провело лишь одну военную операцию. В сентябре 1943 года оно попыталось занять Додеканесские острова, однако эта операция закончилась провалом для британских войск.

## Послевоенный период
После окончания войны в 1946 году командование было переименовано в Средневосточные сухопутные войска.
В 1956 году была осуществлена операция вторжения в Египет в ходе Суэцкого кризиса.
28 ноября 1967 Средневосточные сухопутные войска были расформированы.

## Командующие
Средневосточное командование
- генерал Арчибальд Уэйвелл (28 июля 1939 — 4 июля 1941)
- генерал Клод Окинлек (5 июля 1941 — 14 августа 1942)
- генерал Харольд Александер (15 августа 1942 — февраль 1943)
- генерал Генри Мейтленд Вильсон (февраль 1943 — январь 1944)
- генерал Бернард Пэджет[англ.] (январь 1944 — октябрь 1946)

Средневосточные сухопутные войска
- генерал Майлз Демпси (1946—1947)
- генерал Джон Крокер (1947—1950)
- генерал Брайн Робертсон (1950—1953)
- генерал Кэмерон Николсон (1953)
- генерал Чарлиз Кейтли (1953—1957)
- генерал Джефри Боурн (1957—1958)
- генерал-лейтенант Роджер Боуэр (1958—1960)
- генерал Ричард Андерсон (1960—1963)
- генерал Чарлиз Харингтон (1963—1966)